# Історія Болівії
Болівія належить до тих країн Америки, чиї народи ще до приходу європейців досягли високого рівня розвитку, створили власні держави. З 1530-х до 1820-х рр. перебувала під владою Іспанії.

## Давні часи
З найдавніших часів територію Болівії заселяли індіанські племена аймара, кечуа та ін. Протягом 600—1000 рр. н. е. існувала досить сильна держава Тіуанако, потім держави індіанців аймара Колья та інші. У 15 столітті їх підкорили інки.

## Колоніальний період
1533—38 — територію Болівії захопили іспанці. 1538 року вони заснували на місці поселення аймара Чаркас м.Чукісака (з 1839 р. — Сукре). Відкриття 1545 багатих родовищ срібла в горі Потосі привело до посилення колонізації Болівії іспанцями. У 1542 році була включена до складу віцекоролівства Перу під назвою провінція Чаркас або Верхнє Перу. У 1776 р. Чаркас увійшла до складу новоутвореного віцекоролівство Ла-Плата. В серед. 17 ст. Болівія у зв'язку з ростом видобутку срібла стала центром економічного життя Південної Америки. Тут склалося велике феодальне землеволодіння. Індіанське населення змушене було відбувати трудову повинність, т. з. міту, головним чином на шахтах, платити великі податки і т. ін. Важкий колоніальний гніт і нестерпні умови праці привели до великої смертності індіанців, викликали численні повстання. Найбільшим з них було повстання 1780—1781 під керівництвом Тупак Амару II.

## Перехід до незалежності
1809 в країні почався рух за відокремлення від Іспанії і нац. незалежність. 1824 частини армії Болівара під командуванням Сукре розгромили іспанців біля Аякучо. В серпні 1825 конгрес в м. Чукісака (тепер Сукре) проголосив незалежність країни, яку очолив президент-«протектор» С. Болівар; країну (до того часу відому як Верхнє Перу) було названо на його честь Болівією. 1828 болівійські повстанці вигнали з країни військо Сукре і відмовились від приєднання до Великої Колумбії.

## 19 століття
Протягом 19 ст. в Болівії в широких масштабах продовжувалась експропріація індіанських общинних земель. Внутріполітичне життя Болівії характеризувалось частими державними переворотами. Економічно слабка Болівія внаслідок т. з. Тихоокеанської війни 1879—83 з Чилі втратила частину багатої на селітру області Атакама, а разом з тим і доступ до Тихого океану. Відкриття в кін. 19 ст. на території Болівії великих покладів олова привело до активного вторгнення в країну англійського, американського і німецького капіталу. Іноземні монополії експлуатували не тільки національні багатства і населення, а й впливали на її політику.

## 20 століття
Під тиском нафтової компанії СІЛА «Стан-дард ойл» Болівія 1932—35 вела невдалу війну з Парагваєм (за яким стояв англо-аргентинський капітал) за багатий на нафту район Гран-Чако. За договором 1938 Болівія одержала лише х/з спірної території з виходом до р. Парани. Війна сприяла дальшому закабаленню Б. іноземними монополіями. Велике незадоволення народу діями монополій примусило президента Торо зробити 1937 спробу націоналізувати власність «Стандард ойл», але він скоро був усунутий від влади. У квітні 1943 Болівія оголосила війну Німеччині, Італії і Японії. 18 квітня 1945 Болівія встановила дипломатичні відносини з СРСР. З часу другої світової війни в Болівії значно зміцнились позиції капіталу США. Одночасно посилився робітничий і визвольний, антиімперіалістичний рух. 1942 вибухнув великий страйк гірників на рудниках компанії «Паті-ньо», придушений силою зброї. Масові страйки робітників-гірників відбулися 1949; 1950 спалахнув загальний страйк. 1950 в Болівії був створений єдиний профцентр і на основі комуністичних груп, що існували з 1920, була заснована Комуністична партія. Зростання націоналістичних настроїв серед буржуазії привело до утворення партії «Національно-рево-люційний рух» на чолі з Вільяроелем (президент 1943—46) і В. Пас Естенсоро. В травні 1951 ця партія здобула перемогу на виборах, але внаслідок перевороту до влади прийшла військова хунта на чолі з Бальї-віаном. Повстання в квітні 1952, яке здійснене при вирішальній участі робітників-гірайоників і іменується «болівійською національною революцією», привело до повалення диктаторського режиму. Уряди Болівії на чолі з Пас Естенсоро (президент 1952—56) і Сілесом Суа-со (віцепрезидент 1952—56, президент з 1956) провели чистку державного апарату, видали декрети про загальне виборче право, про конфіскацію власності трьох найбільших олов'яних компаній («Патіньо», «Гохшільд» і «Арамайо»), які контролювались іноземним капіталом (1952), про земельну реформу (1953). Проте під тиском монополій США (економічна блокада, відмова від закупівлі олова) і внутрішньої реакції уряд Б. згодився на сплату компенсації олов'яним монополіям, відмовився від політики націоналізації і рішучого проведення аграрної реформи. Згодом США добились від Болівії підписання угоди про гарантування вільного вивозу прибутків і надання нових концесій нафтовим компаніям. Уряд Болівії прийняв нав'язаний монополіями США план Міжнародного валютного фонду про так звану стабілізацію економіки. Пануюча партія «Національно-революційний рух» має абсолютну більшість місць в Конгресі Болівії (78 з 86). Комуністична партія існує легально. Посилення визвольного руху трудящих Болівії виявилось у масових антиімперіалістичних демонстраціях у лютому—березні 1959.
Наступний президент країни Ернан Сілес Суасо був обраний у 1956 році. Його уряд за підтримки МВФ почав програму стабілізації, яка включала обмеження зростання заробітної плати та лібералізацію цін, але цей крок тільки поглибив економічну кризу. У 1960 і 1964 роках Віктор Пас Естенсоро переобирався президентом. У листопаді 1964 року військові зробили переворот. У 1966 році президентом був обраний Рене Барріентос Ортуньо. У 1967 році було розгромлено партизанський рух Че Гевари. Після смерті Барріентоса у квітні 1969 року в країні змінилося кілька урядів, поки в серпні 1971 року не було здійснено військовий переворот Уго Бансера.
Бансер заявив, що армія буде безроздільно керувати країною до 1980 року. У 1974 році після спроби повалення Бансера той заборонив у країні діяльність усіх політичних партій та профспілок. У липні 1978 року в країні були проведені вибори, перемогу на яких здобув Хуан Перед Асбун. Однак той протримався при владі всього 4 місяці і в листопаді того ж року був повалений Давидом Паділья. Після цього в країні змінилося ще 3 президента.
17 липня 1980 в результаті військового перевороту владу захопила військова хунта на чолі з Луїсом Месой Техадой, який наступного дня став президентом. Він призупинив дію конституції, багато політичних діячів були вбиті. Кокаїн став головним джерелом доходу президента і уряду. 4 серпня 1981 Меса Техада був повалений, президентом був обраний Сельсо Торреліо Вілья. У липні 1982 року той залишив свій пост, на зміну йому прийшов генерал Вільдосо Кальдерон. У жовтні 1982 року до влади знову прийшов цивільний уряд на чолі з Ернаном Сілесом Суасо.
Під час виборів у липні 1985 року колишні президенти Уго Бансер і Пас Естенсоро не змогли набрати більшості голосів, і Національний конгрес призначив президентом Паса Естенсоро. Прийшовши до влади, Естенсоро почав здійснення програми, розробленої МВФ. Це призвело до зростання бідності і безробіття. У травні 1989 року президентом за підтримки Уго Бансера став Хайме Пас Самора, кандидат від партії Ліве революіцонное рух.
Уряд Самори було звинувачено у зв'язках з мафією, лідер пропрезидентського ЛРД Оскар Ейд потрапив до в'язниці за звинуваченням в наркобізнесі, а Самора був заборонений в'їзд до США.
У 1997 році президентом країни був обраний Уго Бансер, передвиборча компанія якого проходила під гаслами демократизації. Після приходу до влади він керував диктаторськими методами як у 1971-78 роках. Під час його правління стали накопичуватися економічні та соціальні проблеми. У лютому 2000 року почалися виступи проти уряду Бансера, які згодом охопили всю країну. У серпні 2001 року Бансер пішов у відставку і помер наступного року.

## 21 століття
У 2002 році на загальних виборах був обраний президентом Болівії Гонсало Санчес де Лосада. У жовтні 2003 року в столиці країни відбулися великі зіткнення між поліцією і армією з одного боку і учасниками акцій протесту. Загинуло 76 чоловік. У результаті Санчес де Лосада пішов у відставку і передав повноваження віцепрезиденту Карлосу Меса. Відповідно до Конституції Болівії той мав право залишатися президентом до 6 серпня 2007 року, проте пішов у відставку 6 червня 2005.
Наступним президентом став Едуардо Родрігес.
У січні 2006 року президентом став Ево Моралес. У тому ж році він оголосив про націоналізацію нафтогазової галузі.